# TV Ponta Verde
TV Ponta Verde é uma emissora de televisão brasileira sediada em Maceió, capital do estado de Alagoas. Opera no canal 5 (19 UHF digital) e é afiliada ao SBT. Fundada em 1982 como TV Alagoas pelo político Geraldo Sampaio, atualmente pertence ao Sistema Opinião de Comunicação.

## História

### TV Alagoas (1982-2016)
A TV Alagoas entrou no ar em 30 de janeiro de 1982, como afiliada do SBT. Em sua programação local, uma de suas principais atrações era A Vez do Povo na TV, programa de cunho social, baseado em O Povo na TV, que era exibido pela rede. A afiliação durou até abril de 1984, quando a emissora tornou-se afiliada à Rede Manchete.
Em 1996, a emissora deixa a Rede Manchete, que apresentava os primeiros sinais da perda de audiência e da crise que a levaria à extinção em 1999, afiliando-se à CNT, dando ainda mais ênfase a programação local. Um dos destaques da programação era o Satelitur, exibido via satélite para todo o Brasil e alguns países da América Latina. Este programa de turismo ressaltava as belezas do estado, apresentado aos sábados pela jornalista Gilka Mafra.
Em 8 de novembro de 1999, a emissora deixa a CNT, que também enfrentava crise, perda de audiência e afiliadas, passando a ser afiliada da Band. Com a nova afiliação, a grade de programação da emissora também mudou, com alguns programas sendo extintos e outros ganhando maior destaque.
Em 2005, os proprietários investiram na modernização da emissora, que ganha nova imagem e som, utilizando equipamentos com a tecnologia MPEG-2, passando a ter uma ótima recepção de sinal. No mesmo ano, a TV Alagoas passa a gerar um sinal de satélite no StarOne C12, transmitindo para toda a América Latina e partes da América do Norte.
Após quase 8 anos com o sinal da Band, a TV Alagoas volta às origens e volta a transmitir o sinal do SBT no dia 12 de fevereiro de 2007. No mesmo dia, em comemoração à volta do SBT ao Estado, a emissora promoveu festa carnavalesca para cerca de 600 ilustres convidados. Com o fim da afiliação, a Band passa a ser retransmitida pelo canal 38 UHF. O retorno do SBT às televisões alagoanas se deu após sete meses fora do ar, quando a TV Pajuçara, antiga afiliada do SBT desde 1992, passou a transmitir, em 23 de julho de 2006, a programação da Rede Record.

#### Arrendamento para a Igreja Mundial do Poder de Deus
Na manhã do dia 14 de setembro de 2009, em uma atitude inesperada, a TV Alagoas deixa de exibir a programação do SBT e passa a transmitir a programação da Rede Mundial, ligada à Igreja Mundial do Poder de Deus, para a qual vendeu 22 horas de sua programação, sendo a segunda saída da rede no canal 5.
Após a abertura do programa Plantão Alagoas, o apresentador Oscar de Melo leu a nota no ar de que os proprietários adotaram esta atitude para evitar que a TV Alagoas falisse. Na nota, os proprietários da TV Alagoas acusam o Governo do Estado por repassar quase a totalidade das verbas públicas à TV Pajuçara e a TV Gazeta, ligadas respectivamente aos senadores João Tenório (primeiro suplente do governador Teotônio Vilela Filho, assumiu o mandato com a posse deste no governo estadual) e Fernando Collor de Mello (filho do senador já falecido Arnon de Mello, proprietário do grupo que leva seu nome e detém as rádios AM e FM Gazeta, TV Gazeta e o jornal Gazeta de Alagoas). As reações dos telespectadores pela troca de programação em todo o estado foram imediatas. A mudança repentina irritou os telespectadores alagoanos, que reclamaram por inúmeros telefonemas e e-mails à emissora através de diversos sites, nos dias seguintes. O SBT só passou a ser captado em Alagoas através de antenas parabólicas e TVs por assinatura.
Em 17 de setembro, o SBT divulga nota à imprensa, em que se declarou surpreendido após saber, por meio de notas publicadas na imprensa e por mensagens de telespectadores, que sua programação, então transmitida pela TV Alagoas, havia sido retirada do ar e que o contrato entre as emissoras, válido até 2012, foi rompido. Devido a abrupta desfiliação, o diretor executivo do SBT, Guilherme Stoliar, entrou com ação na 31ª Vara Cível de São Paulo contra a TV Alagoas, em que determinava o retorno imediato da programação do SBT, para garantir o sinal da rede no ar em Alagoas. Além de entrar com uma liminar o diretor reuniu com o ministro das comunicações Helio Costa, em Brasília, para discutir a invasão das igrejas evangélicas na TV brasileira. Silvio Santos e dirigentes da rede queixam-se das saídas das antigas afiliadas por redes que exibem programas religiosos evangélicos. A determinação não foi atendida pela TV Alagoas, que não se manifestou sobre o processo.
Na rede social Orkut, a comunidade oficial da TV Alagoas era diariamente atacada com mensagens de protestos dos telespectadores contra a programação da Igreja Mundial do Poder de Deus, com duras críticas, inclusive com palavras de baixo calão contra os proprietários da emissora e a igreja. Em novembro, a Conferência Estadual de Comunicação divulgou uma dura nota criticando a emissora por exibir exorcismo nas pessoas durante sessões de descarrego, alegando que veículos de comunicações são concessões públicas e deve ser utilizado por todos os povos brasileiros. Depois que a TV Alagoas trocou o SBT pela Rede Mundial, a emissora passou a produzir apenas dois programas locais: Plantão Alagoas e Panorama Alagoas. A maior parte da grade passou a ser formada pelos programas da Igreja Mundial.
De imediato, a programação da emissora com SBT, que disputava audiência com TVs Gazeta e Pajuçara, ficando entre 2ª e 3ª posição e na 1ª com Plantão Alagoas, cai para última posição de emissoras de VHF. Nas semanas seguintes, a emissora amplia programas religiosos da igreja local, até então apenas de São Paulo. A emissora só tem audiência apenas os Plantão Alagoas e Panorama Alagoas, pois a audiência dos programas religiosos da única igreja é quase zero ou apenas um traço (quando não há ninguém assistindo a emissora).
Em janeiro de 2010, testemunhas afirmaram em blogs e sites que foram vistos caminhões entrando e saindo constantemente da emissora. Segundo informações, a emissora estava montando uma nova torre de transmissão para substituir a antiga. A emissora só confirmou a informação em fevereiro. Em março, a diretora da emissora, Patrícia Sampaio, anuncia durante a estreia do novo cenário do Plantão Alagoas, no qual a emissora vinha investindo nos últimos seis meses, as novidades na grade de programação: o sinal da TV foi ampliado para o todo o estado de Alagoas, a torre foi aumentada e novos transmissores já foram instalados. A mesma diz que a emissora não voltará a exibir o SBT, mesmo com as reclamações dos telespectadores, e não deu maiores explicações sobre a recusa.
No mesmo mês, a emissora foi acusada de usar imagens da estreia do Conexão Repórter (do SBT), que denunciou os casos de pedofilia dos religiosos católicos em Arapiraca, interior do Estado. O Plantão Alagoas utilizou imagens do programa sem autorização, em meio à péssima relação entre a TV Alagoas e o SBT provocada pela inesperada desfiliação. A atitude da emissora alagoana foi considerada como pirataria de imagem. Em maio, é a vez do SBT fazer a mesma, desta vez exibir imagens em telejornais, as mortes de 20 bebês numa maternidade de Maceió, colocando o seguinte crédito "Imagens: SBT - TV Alagoas", como se a mesma ainda fosse afiliada da rede.
Em 11 de abril, Geraldo Sampaio, proprietário e dono da emissora desde a inauguração em 1982, morreu às 15h30, no Hospital Memorial Arthur Ramos por falência múltipla dos órgãos, causada por problemas renais e hepáticos.
No dia 12 de maio, o site UOL divulga que a partir do dia 1º de junho, a emissora voltará a transmitir a programação do SBT, com novo acordo de duração de dez anos, mais do que os 5 anos do anterior (2007-2012). “A TV Alagoas se arrependeu por ter trocado o SBT pela Rede Mundial e agora volta atrás devido à pressão dos telespectadores”, avalia o diretor nacional de rede do SBT, Guilherme Stoliar. Segundo informações divulgadas pela imprensa, foi a pressão e reclamações dos telespectadores, executivos do SBT, o excesso de programação religiosa e quase nenhum conteúdo de entretenimento, o IBOPE da emissora passou a beirar o traço, levou a TV Alagoas decidir rescindir contrato e voltar à antiga rede, depois de 8 meses. A notícia sobre a volta do SBT em Alagoas foi confirmada pelo SBT em 13 de março, que segundo a rede, desde que a TV Alagoas deixou o SBT pela Rede Mundial, "a audiência da emissora caiu praticamente a zero ponto". Após a desfiliação, a Igreja Mundial do Poder de Deus passou a ocupar apenas 2 horas da programação da emissora (das 10h45 às 12h45), e o atraso no pagamento do arrendamento foi um dos principais motivos da volta do SBT a programação da emissora.
Em 31 de maio de 2010, às 23h, a emissora encerrou a programação da igreja para exibir um programa especial pela volta do SBT em Alagoas, com 15 minutos de duração. A programação do SBT retornou na hora do Conexão Repórter, por volta das 23h30, 15 minutos após o início do programa.
No dia 29 de setembro de 2011, Manoel Sampaio Luz Neto, mais conhecido como Juca Sampaio, diretor-presidente da TV Alagoas, morreu às 03h45 na UTI do Hospital do Coração em São Paulo, em decorrência de um choque séptico, após cirurgia de uma hemorragia umbilical. Ele estava no hospital desde do dia 23 e era filho do ex-vice-governador de Alagoas, Geraldo Sampaio falecido em 2010. O corpo de Juca chegou no mesmo dia em Maceió. Após a morte, de Juca, Patrícia Sampaio, como representante da família, passou a administrar a emissora integralmente.

#### Venda para o Sistema Opinião de Comunicação
Em 13 de outubro de 2014, a diretoria da emissora emite uma nota através da sua página oficial no Facebook informando a venda de 58% de suas ações para um grupo, que no início do ano já havia adquirido parte das ações da TV Ponta Negra, de Natal, RN, e formado o Sistema Opinião de Comunicação.
| “ | A TV ALAGOAS canal 5, empresa de comunicação fundada pelo empresário e radiodifusor Geraldo Sampaio, e que há mais de 30 anos presta relevantes serviços ao povo alagoano, sempre comprometida com o desenvolvimento sócio-cultural-econômico do estado, com credibilidade e independência, passa para mais uma fase de sua vitoriosa história. A partir de agora o sistema opinião de comunicação, através da empresa p-par–pinheiro participações, assume o comando da TV ALAGOAS, administrando em parceria com integrantes da família Sampaio, no compromisso de dar continuidade a sua missão que sempre marcou a atuação da emissora. O sistema opinião de comunicação também controla a TV PONTA NEGRA, afiliada do SBT no Rio Grande do Norte, líder de audiência na faixa horária local, sintonizada com os anseios populares e sua responsabilidade social junto aos diversos segmentos da sociedade. A TV ALAGOAS passa para uma nova fase de renovação editorial e tecnológica, e em breve se integrará a tecnologia digital, realizando novos investimentos e renovando seus processos de gestão com o compromisso de consolidar, cada vez mais, sua posição no mercado e fortalecer sua relação com telespectadores, clientes e parceiros." | ” |

### TV Ponta Verde (2016-presente)
Após adquirir os 42% das ações que ainda estavam de posse da família Sampaio, o Sistema Opinião de Comunicação tornou-se proprietário integral da TV Alagoas. No entanto, o nome da emissora era registrado pelos antigos donos, que proibiram a nova gestão de continuar utilizando a marca. Em maio de 2016, a emissora abandonou a antiga nomenclatura e lançou o concurso "Qual Vai Ser?", para os telespectadores votarem no novo nome da emissora e concorrer a um televisor, tal qual já havia sido feito com outra emissora do grupo, a TV Clube (hoje TV Norte Paraíba) de João Pessoa, Paraíba. Em 9 de junho, durante o Plantão Alagoas, a emissora anunciou o resultado do concurso e também a nova identidade, TV Ponta Verde, escolhida por 111.364 telespectadores.
Em 10 de abril de 2025, a emissora passou a transmitir o sinal dela via satélite gratuitamente na banda Ku em DTH no sistema SAT HD Regional no canal virtual 4.

## Sinal digital
| Canal virtual | Canal digital | Resolução de tela | Programação                                   |
| ------------- | ------------- | ----------------- | --------------------------------------------- |
| 5.1           | 19 UHF        | 1080i             | Programação principal da TV Ponta Verde / SBT |

A emissora iniciou suas transmissões digitais em 18 de junho de 2015, transmitindo a programação local e nacional em SD. Cerca de 4 anos depois, passou a exibir a programação do SBT em alta definição. No entanto, sua programação local só passou a ser produzida em HD em 26 de julho de 2021.
Transição para o sinal digital
Com base no decreto federal de transição das emissoras de TV brasileiras do sinal analógico para o digital, a TV Ponta Verde, bem como as outras emissoras de Maceió, cessou suas transmissões pelo canal 05 VHF em 30 de maio de 2018, seguindo o cronograma oficial da ANATEL. A emissora encerrou as transmissões às 23h59, durante a exibição do Programa do Ratinho, quando inseriu o aviso do MCTIC e da ANATEL sobre o switch-off.

## Programas
Além de retransmitir a programação nacional do SBT, atualmente a TV Ponta Verde produz e exibe os seguintes programas:
- Plantão Alagoas: Jornalístico, com Fábio Araújo;
- Iapois: Humorístico, com Dani Ceará;
- Alô Alagoas: Jornalístico, com Luiz Uchôa;
- Agenda: Revista Eletrônica, com Estela Nascimento
- Ponto & Contra Ponto: Programa de entrevistas, com Estela Nascimento;
- É verão: Variedades, com Itthallyne Marques e Dani Ceará.

Diversos outros programas compuseram a grade da emissora e foram descontinuados:
- A Vez do Povo na TV
- "Hashtag"
- Alagoas na Hora
- Alagoas na TV
- Alagoas Verdade
- Arena
- Boletim de Ocorrência
- Buba News
- Cadeia
- Canal Livre
- Circuito Alagoas
- Cotidiano
- Dois Toques
- Fashion.com
- Jornal da Praia na TV
- Jornal do Dia
- Jornal do Estado
- Manchete Esportiva Alagoas
- Mão e Contra
- Panorama Alagoas
- Pell Marques Show
- Plantão de Polícia
- Plantão Solitário
- Ponta Verde Esportes
- Ponta Verde Notícias
- Programa do Sikêra
- Satelitur
- Super Esporte
- Tá na Hora Alagoas
- Tribuna Livre
- Tudo de Bom
- Vida Show na TV
- Voz na Comunidade

## Retransmissoras
| Cidade              | Analógico | Digital | Cidade               | Analógico | Digital | Cidade             | Analógico | Digital |
| ------------------- | --------- | ------- | -------------------- | --------- | ------- | ------------------ | --------- | ------- |
| Arapiraca           | 21        | 05 (32) | Atalaia              | 11        | -       | Batalha            | 10        | -       |
| Belém               | 10        | -       | Boca da Mata         | 09        | -       | Branquinha         | 10        | -       |
| Cajueiro            | 10        | -       | Capela               | 10        | -       | Coruripe           | 09        | -       |
| Delmiro Gouveia     | 13        | -       | Girau do Ponciano    | 21        | -       | Ibateguara         | 02        | -       |
| Igaci               | -         | 30 (32) | Igreja Nova          | -         | 42      | Japaratinga        | 02        | -       |
| Junqueiro           | 04        | -       | Major Isidoro        | 09        | -       | Maragogi           | 25        | -       |
| Maribondo           | 10        | -       | Matriz de Camaragibe | 02        | -       | Murici             | 02        | -       |
| Novo Lino           | 13        | -       | Palmeira dos Índios  | 10        | 19      | Pão de Açúcar      | 09        | -       |
| Passo de Camaragibe | 02        | -       | Paulo Jacinto        | 13        | -       | Penedo             | 13        | -       |
| Piaçabuçu           | 11        | -       | Piranhas             | 08        | -       | Quebrangulo        | 13        | -       |
| Rio Largo           | 12        | -       | Santana do Ipanema   | 09        | -       | Santana do Mundaú  | 10        | -       |
| São José da Laje    | 10        | -       | São Luís do Quitunde | 13        | -       | São Sebastião      | 28        | -       |
| Tanque d'Arca       | 09        | -       | Teotônio Vilela      | 04        | -       | União dos Palmares | 12        | -       |
| Viçosa              | 13        | -       |                      |           |         |                    |           |         |

## Controvérsias

### Ação do Sindjornal em 2009
Em 2 de setembro de 2009, o juiz José dos Santos Júnior, da 4ª Vara do Trabalho em Maceió, julga procedente ação do Sindicato dos Jornalistas (Sindjornal), contra a TV Alagoas que contratou cinco operadores de câmeras que atuavam como repórteres cinematográficos, sem função de jornalistas, apenas contratados como radialistas e também determinou o pagamento salarial (R$ 1.945,47), mais que o dobro do que ganham atualmente. As TVs Pajuçara e a Gazeta já foram condenadas por casos similares nos últimos anos.

### Críticas à emissora
Em novembro de 2009, a Conferência Estadual de Comunicação divulgou nota de repúdio à TV Alagoas, alegando que "ao invés de contribuir com a democratização da comunicação, está servindo como meio de exorcismo de seres humanos durante sessões de descarrego, que vão ao ar quase 24 horas por dia". A comissão argumenta ainda "que os veículos de comunicação são concessões públicas e devem ser utilizados para todos os povos.".